# TanSat
Der Wissenschaftliche Experimentalsatellit zur weltweiten Kohlendioxid-Überwachung (chinesisch 全球二氧化碳監測科學實驗衛星 / 全球二氧化碳监测科学实验卫星, Pinyin Quánqiú  Èryǎnghuàtàn Jiāncè Kēxué Shíyàn Wèixīng), kurz TanSat, ist ein chinesischer Erdbeobachtungssatellit, der den Kohlendioxidgehalt der Erdatmosphäre bestimmt. „Tan“ ist das chinesische Wort für „Kohlenstoff“. Der Satellit wurde am 21. Dezember 2016 um 15:22 Uhr UTC mit einer Langer-Marsch-2D-Trägerrakete vom Kosmodrom Jiuquan in eine sonnensynchrone Umlaufbahn gebracht. Zusammen mit Tansat wurden drei Erdbeobachtungs-Mikrosatelliten (einer mit hochauflösender Kamera sowie Spark01 und Spark02 mit einer Multispektralkamera) gestartet, die für land- und forstwirtschaftliche Zwecke und für das Umweltmonitoring verwendet werden sollten.

## Aufgabe
TanSat ist in der Lage, den Stoffmengengehalt an Kohlendioxid in trockener Luft in globalem Maßstab mit einer Genauigkeit von etwa einem Prozent festzustellen. Wissenschaftliches Ziel des im Januar 2011 von der  Chinesischen Akademie der Wissenschaften initiierten und dem Ministerium für Wissenschaft und Technologie (MOST) finanzierte Projektes ist es, das Verständnis der globalen Kohlendioxid-Verteilung und deren Auswirkung auf die Änderung des Klimas zu verbessern und die jahreszeitlichen Schwankungen in den Kohlendioxid-Konzentrationen zu messen. Das Bodensegment des Projekts ist am  Nationalen Zentrum für Satellitenmeteorologie angesiedelt.

## Aufbau
Der etwa würfelförmige Satellit mit 1,5 × 1,8 × 2,0 Metern Kantenlänge und einer Startmasse von etwa 620 kg wurde vom Shanghaier Ingenieurbüro für Mikrosatelliten entwickelt.
Die Energieversorgung übernehmen Solarzellenausleger mit einer Spannweite von 7,4 m und einer Fläche von 10 m2, die bis zum Ende seiner Betriebsdauer eine Leistung von mindestens 1790 Watt für den mit 28 Volt arbeitenden Satellitenbus liefern, sowie Lithium-Ionen-Batterien mit einer Kapazität von 80 Ah. Die Lage- und Bahnregelung übernehmen vier Reaktionsräder, vier Magnettorquer, vier mit Hydrazin betriebene Triebwerke (10 kg Treibstoff), drei Sonnensensoren, zwei Dreiachsen-Magnetometer, zwei Sternsensoren, zwei Gyroskope und ein GPS-Empfänger.
Die beiden vom Changchuner Institut für Optik, Feinmechanik und Physik der Akademie der Wissenschaften gebauten Hauptinstrumente an Bord des Satelliten sind CarbonSpec (CDS – „Carbon Dioxide Spectrometer“) und CAPI („Cloud and Aerosol Polarimetry Imager“). CarbonSpec ist ein Kohlendioxid-Spektrometer, mit dem die beiden Absorptionslinien (bei 1,61 µm und bei 2,06 µm) des Kohlendioxids und die des Sauerstoffs (bei 0,76 µm) im nahen Infrarotbereich gemessen werden können. Es erreicht eine räumliche Auflösung von ein bis zwei Kilometer pro Bildpunkt bei einer Schwadbreite von 20 km. CAPI ist eine Multispektralkamera und dient der Verifizierung und Ergänzung der Daten von CarbonSpec durch hochauflösende Bilder in fünf Spektralbereichen vom Ultraviolett bis in den nahen Infrarotbereich (365–408 nm, 660–685 nm, 862–877 nm, 1360–1390 nm und 1628–1654 nm). Es enthält sechs Kameras mit neun Kanälen (die 0,67 und 1,64 nm Kanäle tasten je drei unabhängige Polarisationswinkel ab) und erreicht eine Auflösung von etwa 0,5 Kilometer pro Bildpunkt und eine Schwadbreite von 400 km, wobei die Linearsensoren des UV- und optischen Bands 1600 Pixel und die der drei Infrarotsensoren 800 Pixel besitzen.

## Ergebnisse
Nach dem Start im Dezember 2016 führte das Institut für Atmosphärenphysik der Chinesischen Akademie der Wissenschaften (中国科学院大气物理研究所, IAPCAS) zunächst Tests und Instrumentenkalibrierungen durch. Im April und Juli 2017 wurden dann die ersten Karten mit säulengemittelten Werten des CO2-Gehalts in der Atmosphäre (xCO2) über Festland in ppm erstellt. Klar sichtbar war die Abnahme des CO2-Gehalts vom Frühling zum Sommer auf der Nordhalbkugel durch die verstärkte Photosynthese in der warmen Jahreszeit, ebenso wie der CO2-Ausstoß durch fossile Brennstoffe in Ostchina, dem Osten der USA und in Europa.
TanSat war eigentlich nur dafür gebaut, Kohlenstoffquellen zu identifizieren. Durch eine aufwendige Verarbeitung der von dem Satelliten zwischen März 2017 und Februar 2018 gelieferten Daten gelang es dem Institut für Atmosphärenphysik jedoch, eine Weltkarte mit der sonneninduzierten Chlorophyllfluoreszenz zu erstellen.  Dieser Wert ist ein Indikator für die in Pflanzen durch Photosynthese stattfindende Kohlendioxid-Fixierung; die Karte zeigte Kohlenstoffsenken – wie erwartet während des Sommers auf der Nordhalbkugel nicht im westlichen Nordamerika, Nordafrika und dem Mittleren Osten, dort wo es wenig Bäume gibt. Die Wissenschaftler um Yang Dongxu (杨东旭, * 1985), die ihre Ergebnisse am 4. Februar 2021 in der Fachzeitschrift Advances in Atmospheric Sciences veröffentlichten, waren sich darüber im Klaren, dass sie mit ihrer Methode nur die Chlorophyllfluoreszenz im Bereich der Baumkronen bestimmen konnten.
Am 4. August 2022 wurde jedoch mit Goumang ein weiterer Satellit gestartet, dessen Instrumente dafür ausgelegt waren, ein dreidimensionales Bild von Kohlenstoffsenken (speziell Wäldern) zu erstellen.

## Weitere Satelliten
Am 9. März 2022 unterzeichnete die Innovationsakademie für Mikrosatelliten, die Nachfolgeorganisation des Shanghaier Ingenieurbüros für Mikrosatelliten, mit den Shandonger Instituten für industrielle Technologie (山东产业技术研究院), einer Einrichtung der Provinzregierung von Shandong, ein Kooperationsabkommen über den Bau von 11 Kohlendioxid-Messsatelliten, die eine Konstellation bilden und die Emissionen von weltweit 10.000 Betrieben in Echtzeit überwachen sollen. Der Start eines ersten Testsatelliten ist für Anfang 2023 geplant, der Start der zehn anderen Satelliten für Ende 2023.[veraltet]